# 大平かずお
大平 かずお（おおひら かずお、1954年9月7日 - ）は、日本の漫画家。男性。島根県浜田市出身、のち福岡県福岡市に移住。
1977年に『週刊少年ジャンプ』（集英社）に掲載された『マラソン社長』でデビュー。自画像ではデビュー時から眼鏡をかけている。シンプルな線、短い等身、震えるようなくちびるを持つ主人公などが代表的な画風。専門はギャグ漫画で、後に野球漫画、4コマ漫画も執筆する。

## 主な作品

### 週刊少年ジャンプ時代
この節で紹介している作品は、すべて『週刊少年ジャンプ』（集英社）掲載作品で、単行本化作品はない。
びくびくニャンコ
主人公のニャンコをはじめとする擬人化された猫たちと、ニャンコの飼い主一家などの人間たちが活躍するご町内ギャグ。1977年後期赤塚賞で佳作をとり、1978年1号に掲載された（ちなみにこの年の前期では江口寿史が『8時半の決闘』で準入選している）。その後同年32号に続編が読み切りで掲載され、44号から連載開始。週刊少年誌では新連載3-5本程度を1週ずつずらして連載をはじめることが多いが、新連載同期作品に寺沢武一『コブラ』があった。『ニャンコ』の連載自体は1979年1号で終了。
アイアムどっしー
丼尻湖に生息するドジでスケベな恐竜、ドッシーの活躍を描く。1979年16号と25号に読み切りが掲載された後、新人ギャグ漫画家3人が一人3週の短期連載を行う（つまり合計9週）企画で本作も同年37-39号に連載。脇役としてウルトラマンのパロディキャラのウレトルマンが登場するが、初登場時と3週連載版で眼の描き方が異なっていた。

### 少年キング時代
集英社と『ジャンプ』での執筆に伸び悩みを感じ、集英社との独占契約を終了、『週刊少年キング』（少年画報社）に移籍。
すうぱあドッシー
1981年ごろから連載開始した、『アイアムどっしー』の続編。基本設定は『アイアム』と同じだが、ウレトルマン以外にも新たな脇役が多数登場する。一度目の同誌の休刊後、単行本化に必要な量が少なかった漫画は、描き下ろしなどを加えて徳間書店からBan Banシリーズのレーベルで単行本化されたが、本作は同誌の復刊後も連載され、1982年ごろまで続いた。ヒットコミックスからは全3巻が発売され、大平の連載作品ではもっとも単行本の巻数が多い。

### 野球漫画時代
爆笑野球ギャグ大行進
小学館の学年別学習雑誌（小学館）のうち『小学三年生』『小学四年生』に連載された4コマ漫画で、ぜんきよしとの共著。単行本はてんとう虫コミックススペシャルから全2巻。
あっかんベースボール
『小学六年生』に1987-1989年連載。単行本化については不明。
あんぐりベースボール
『まんがパロ野球ニュース』（竹書房）に連載。単行本はバンブー・コミックスから1巻のみ発売。
どんどこオーレ!&オールスターズ
『月刊少年チャンピオン』（秋田書店）に連載された4コマ漫画。未単行本化の模様。
他に、『中学コース』（学研）にもプロ野球のコーナーの漫画も執筆していた。

### その他
『B.L.T.』（東京ニュース通信社）のテレビ欄の4コマ漫画のコーナーに連載（連載期間不詳）。主にスタートレックネタ。

## 師匠
小林よしのり
『小林よしのりのゴーマンガ大事典』（イースト・プレス）では「わし（小林）のアシスタントから独立した」と書かれており、大平は当時小林が在住していた福岡市近辺に通える距離に住んでいたことがわかる。
小林の初期代表作『東大一直線』9巻「おちぶれ喫茶の巻」でプールの背景を作画しており、大平とニャンコの顔も描かれている。
後に小林も集英社で伸び悩んだ際、大平に声をかけられて『キング』に移籍した。この辺の事情については当記事の出典も含まれている『風雲わなげ野郎#エピソード』に詳しい。
『厳格に訊け!』では特に連載初期において、小林のアシスタント経験者が、悩みを打ち明けるゲストキャラとして登場しているが、第8話「アダルトなビンビン」で大平かずおという人物が登場している。なおこの『厳格』では21歳と書かれているが、前述した大平本人のデビュー年度と照らし合わせると矛盾があり、大平本人の実年齢であるかについては確証がない。